# Ryūzaburō Ōtomo
Ryūzaburō Ōtomo (大友 龍三郎?, Ōtomo Ryūzaburō; Tokyo, 18 maggio 1952) è un attore e doppiatore giapponese.
È affiliato alla Aoni Production dal dicembre del 2006, in precedenza è stato affiliato con 81 Produce.
Possiede una voce bassa e stridula e i personaggi che interpreta sono traditori, subdoli e malvagi.
È noto soprattutto per aver doppiato il Dottor Ōgami in Let's & Go - Sulle ali di un turbo, Myotismon in Digimon Adventure, Darbula in Dragon Ball Z e Crocodile in One Piece.

## Doppiaggio

### Serie televisive
- Aris Tantei Kyoku (Urufu-san)
- Nadja (Gérard)
- Astro Boy (Gafu)
- AWOL -Absent Without Leave- (Zack Landis)
- Let's & Go - Sulle ali di un turbo serie (Dottor Ōgami)
  - Let's & Go - Sulle ali di un turbo WGP (Principale)
- Beet the Vandel Buster (Grunide)
- Bobobo-bo Bo-bobo (Gunkan, a.k.a. Captain Battleship)
- Brave Command Dagwon (Genocide)
- Brave Police J-Decker (Jūsan Saejima)
- Detective Conan (Suguru Itakura)
- Cowboy Bebop (Hakimu)
- DanDaDan (Mostro di Flatwoods)
- Digimon Adventure (Myotismon, VenomMyotismon)
- Digimon Frontier (Cherubimon)
- Dragon Ball Z (Darbula)
- Dragon Ball GT (Ryu Shenron, voce maschile)
- Dragon Ball GT: L'ultima battaglia (King Yōmaō)
- Dragon Ball Kai (Stregone del Toro (ep. 55+), Re Enma (ep. 129+), Re Cold, Porunga (ep. 51+), Darbula)
- Dragon Ball Super (Shenron, Stregone del Toro, Super Shenron, Darbula, Re Enma)
- Dragon Ball Daima (Shenron)
- Dragon Drive (Saizō Toki)
- Dr. Slump (Unmō, Yama)
- Excel Saga (Dottor Kababu)
- Ken il guerriero: Le origini del mito (Ke-Rong Jin)
- Gaiking (Daimon, Darius diciassettesimo)
- Gals! (Padre di Mami)
- Gregory Horror Show (Chef of Hell)
- Gungrave (Bear Walken)
- Hakugei: Legend of the Moby Dick (Barba)
- Himawari! (Businessman)
- Initial D quarta stagione (Kōzō Hoshino)
- InuYasha (Hōsenko)
- Kiba (J Rock)
- Kindaichi shōnen no jikenbo (Zensuke Ōkōchi)
- King of Bandit Jing (Baffle D'Ice)
- Guru Guru - Il girotondo della magia serie
  - Guru Guru - Il girotondo della magia (Lord Giri (seconda voce))
  - Doki Doki Densetsu Mahōjin Guru Guru (Lord Giri)
- Mitsume Gatōru (Macbeth)
- Mobile Suit Gundam 00 (Homer Katagiri)
- Caccia al tesoro con Montana (Lord Zero)
- Nintama Rantarō (Fūki (seconda stagione))
- O~i! Ryoma (Gurabā)
- One Piece (Crocodile, Barbabianca/Edward Newgate (ep.962+))
- Pani Poni (Hirosuke)
- Planetes (Hakim Ashmead)
- Pokémon (Venusaur, Muramusa)
- Samurai 7 (Genzō)
- Samurai Champloo (Ishimatsu)
- Speed Grapher (Padre Kanda)
- Inferno e paradiso (Kaiba Natsume)
- Toonsylvania (Phil)
- Virtua Fighter (Jeffry McWild)
- Weiß kreuz (Yokō)
- Yokoyama Mitsuteru Sangokushi (Dong Zhuo)
- Yu-Gi-Oh! (Ushio)
- Zatch Bell! (Demolt)
- Zenderman (Musashi)
- Saint Seiya Ω (Capricorn no Ionia)

### OAV
- Genocyber (Master)
- Legend of the Galactic Heroes (Sandoru Ararukon)
- Macross Zero (D. D. Ivanov)
- Chi ha bisogno di Tenchi? (D3)
- Psychic Force (Gates Oltsman)

### Film d'animazione
- Lupin III: The Movie - Dead or Alive (ufficiale)
- One Piece - Un'amicizia oltre i confini del mare (Crocodile)
- Gundam F91 (Nanto Roos)
- Pokémon il film - Mewtwo colpisce ancora (Venusaur)
- Anpanman (Grande diavolo nero)
- Chi ha bisogno di Tenchi? The movie - Tenchi muyo in love (Troublemaker)

### Videogiochi
- Ace Combat: The Belkan War (Captain Dominic "Vulture" Zubov)
- Ace Combat 6: Fires of Liberation (Ghost Eye)
- American McGee's Alice (Cheshire Cat)
- Anarchy Reigns (Nikolai Dmitri Bulygin)
- Brave Saga 2 (Jūsan Saejima)
- Burning Rangers (Big Randoman)
- Cowboy Bebop (David)
- Crash Bandicoot: L'ira di Cortex (Uka Uka)
- Crash Bandicoot 3: Warped (Uka Uka)
- Crash Bash (Uka Uka)
- Crash Nitro Kart (Uka Uka)
- Crash Team Racing (Uka Uka)
- Crash Twinsanity (Uka Uka)
- Digimon Adventure (Myotismon)
- Dragon Ball Z: Ultimate Battle 22 (Darbula)
- Dragon Ball Z: Budokai 2 (Darbula)
- Dragon Ball Z: Budokai 3 (Darbula)
- Dragon Ball Z: Budokai Tenkaichi (Darbula)
- Dragon Ball Z: Budokai Tenkaichi 2 (Darbula)
- Dragon Ball Z: Shin Budokai 2 (Darbula)
- Dragon Ball Z: Budokai Tenkaichi 3 (Darbula)
- Dragon Ball Z: Infinite World (Darbula)
- Dragon Ball Z: Tenkaichi Tag Team (Darbula)
- Dragon Ball: Raging Blast 2 (Darbula, Porunga)
- Dragon Ball Z: Ultimate Tenkaichi (Porunga)
- Dragon Ball Z: Battle of Z (Darbula)
- Dragon Ball Xenoverse (Shenron)
- Dragon Ball Xenoverse 2 (Shenron, Darbula)
- Dragon Ball FighterZ (Shenron, Porunga)
- Dragon Ball Legends (Darbula)
- Dragon Ball Z: Kakarot (Shenron, Re Enma, Re Cold, Porunga, Darbula, Stregone del Toro)
- Dragon Ball: Sparking! Zero (Shenron, Porunga, Re Cold, Darbula)
- Dragon Force II: Kamisarishi Daichi ni (Frest)
- Dragon Quest VIII: L'odissea del re maledetto (versione 3DS) (Rhapthorne (forma definitiva))
- Dynasty Warriors: Gundam (Musha Gundam)
- Fighting for One Piece (Crocodile)
- Final Fantasy XII (Giudice Zargabaath)
- Fist of the North Star: Ken's Rage (Uighur)
- Fist of the North Star: Ken's Rage 2 (Jukei, Uighur)
- Garasunobara (Kunio Hachiya)
- Ghost in the Shell: Stand Alone Complex (videogioco 2005) (Kusumoto)
- Glass Rose (Kunio Hachiya)
- Granblue Fantasy (Alanaan, King Josef, Muskel)
- Gungrave (Bear Walken)
- JoJo's Bizarre Adventure: All Star Battle (Cameo)
- Kid Icarus: Uprising (Poseidone)
- Klonoa (videogioco 2008) (Ghadius)
- The Last Remnant (The Conqueror)
- Mega Man Battle & Chase (Napalm Man)
- Mega Man X4 (General)
- Musou Orochi: Rebirth of the Demon Lord (Taira no Kiyomori)
- Ninja Gaiden 2 (Genshin)
- One Piece: Grand Battle 3 (Crocodile)
- One Piece: Grand Battle! (Crocodile)
- One Piece: Pirates' Carnival (Crocodile)
- One Piece: Unlimited Adventure (Crocodile)
- One Piece: Pirate Warriors (Crocodile)
- One Piece: Pirate Warriors 2 (Crocodile)
- One Piece: Unlimited World Red (Crocodile)
- One Piece: Pirate Warriors 3 (Crocodile)
- One Piece: Burning Blood (Crocodile)
- One Piece: World Seeker (Crocodile)
- One Piece: Pirate Warriors 4 (Crocodile, Barbabianca/Edward Newgate)
- One Piece Odyssey (Crocodile)
- Panzer Dragoon II: Zwei (Imperatore)
- Power Stone 2 (Gourmand)
- Psychic Force (Gates Oltsman)
- Psychic Force Puzzle Taisen (Gates Oltsman)
- Psychic Force 2012 (Gudeath e Gates Oltsman)
- Shadow the Hedgehog (Black Doom)
- Solid Force (Yulgen Froint)
- Sonic x Shadow Generations (Black Doom)
- Soulcalibur II (Astaroth)
- Soulcalibur III (Astaroth)
- Soulcalibur Legends (Astaroth Alpha)
- Soulcalibur IV (Astaroth)
- Soulcalibur: Broken Destiny (Astaroth)
- Soulcalibur V (Astaroth)
- Soulcalibur VI (Astaroth)
- Star Ocean: Till the End of Time (Crosell)
- Star Wars: Galactic Battlegrounds (Dart Fener)
- Super Robot Wars Alpha (Euzeth Gozzo, Vrlitwhai Kridanik, Q Boss)
- Super Robot Wars A Portable (Ganan)
- Super Robot Wars X (Schwarvenegger)
- Tales of Legendia (Maurits, Nerifes)
- Tearaway (L'Uomo Verde)
- The Last Blade (Zantetsu)
- The Last Blade 2 (Zantetsu)
- The Super Dimension Fortress Macross (Buritai Kuridaniku)

### Telefilm e film
- 24 (Habib Marwan)
- Batman & Robin (Mr. Freeze)
- Cobra (edizione TV Asahi) (Night Slasher)
- Con Air (Diamond Dog)
- U-Boot 96 (DVD edition) (Ario)
- The Glimmer Man (DVD edition) (Donald Cunningham)
- Il miglio verde (John Coffey)
- Highlander - l'ultimo immortale (TV Asahi edition) (The Kurgan)
- Radio killer (Rusty Nail)
- Dredd - La legge sono io (Zed)
- Interceptor - Il guerriero della strada (TBS edition) (Wez)
- Men in Black II (Video and DVD edition) (Pineal Eye)
- La mummia (High Priest Imhotep)
- La mummia - Il ritorno (Fuji TV edition) (High Priest Imhotep)
- Un perfetto criminale (Noel Quigley)
- Payback - La rivincita di Porter (Video and DVD edition) (Bronson)
- La maledizione della prima luna (Bo'sun)
- Predator (TV edition) (Billy)
- Predator 2 (TV edition) (King Willie)
- Sei giorni sette notti (Jager)
- Soldier of Fortune, Inc. (Deacon 'Deke' Reynolds)
- Street Fighter - Sfida finale (TV edition) (Zangief)
- Terminator (T-800)
- Timecop - Indagine dal futuro (Cole)
- Le avventure di Tom Sawyer e Huck Finn (Injun Joe)
- Trespass (Savon)

### Tokusatsu
- Super Sentai, Serie
  - Ninja Sentai Kakuranger (Nopperabō)
  - Denji Sentai Megaranger (Javius the First)
  - Mirai Sentai Timeranger (Don Dolnero)
  - Juken Sentai Gekiranger (Gorie Yen)
- Metal Hero Series
  - B-Fighter Kabuto (Astral Saber/Kabuterios)
- Kamen Rider, serie
  - Kamen Rider Hibiki Hyper Video (Bakeneko)
  - Kamen Rider Decade (Chinomanako/Chinomanako Diend Form)
- Ultraman, serie
  - Ultraman Mebius: The Armored Darkness (Armored Darkness)
  - Great Decisive Battle! The Super 8 Ultra Brothers (Super Alien Hipporit)